# Aaron Shaw

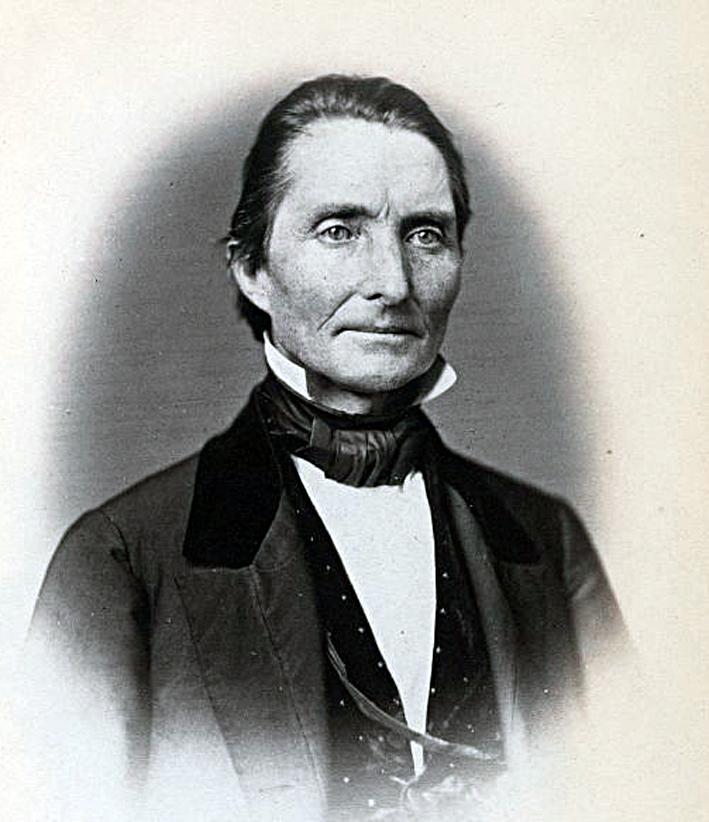
Aaron Shaw (1859)

Aaron Shaw (* 19. Dezember 1811 bei Goshen, Orange County, New York; † 7. Januar 1887 in Olney, Illinois) war ein US-amerikanischer Politiker. Zwischen 1857 und 1859 sowie nochmals von 1883 bis 1885 vertrat er den Bundesstaat Illinois im US-Repräsentantenhaus.

## Werdegang
Aaron Shaw besuchte die Montgomery Academy in seiner New Yorker Heimat. Nach einem anschließenden Jurastudium in Goshen und seiner 1833 erfolgten Zulassung als Rechtsanwalt begann er in Lawrenceville (Illinois) in diesem Beruf zu arbeiten. Gleichzeitig schlug er als Mitglied der Demokratischen Partei eine politische Laufbahn ein. Er war Delegierter auf der ersten Konferenz zur Verbesserung der Infrastruktur von Illinois. Im Jahr 1842 wurde Shaw zum Staatsanwalt ernannt; 1850 wurde er in das Repräsentantenhaus von Illinois gewählt.
Bei den Kongresswahlen des Jahres 1856 wurde Shaw im siebten Wahlbezirk von Illinois in das US-Repräsentantenhaus in Washington, D.C. gewählt, wo er am 4. März 1857 die Nachfolge von James C. Allen antrat. Da er im Jahr 1858 auf eine weitere Kandidatur verzichtete, konnte er bis zum 3. März 1859 zunächst nur eine Legislaturperiode im Kongress absolvieren. Diese war von den Ereignissen im Vorfeld des Bürgerkrieges geprägt.
Im Jahr 1860 war Aaron Shaw nochmals Abgeordneter im Repräsentantenhaus von Illinois. Zwischen 1863 und 1869 amtierte er als Richter im vierten Gerichtsbezirk seines Staates. Bei den Wahlen des Jahres 1882 wurde er im 16. Distrikt von Illinois erneut in den Kongress gewählt, wo er zwischen dem 4. März 1883 und dem 3. März 1885 als Nachfolger von William A. J. Sparks eine weitere Legislaturperiode absolvierte. Im Jahr 1884 kandidierte er nicht mehr. Nach dem Ende seiner Zeit im US-Repräsentantenhaus praktizierte Aaron Shaw wieder als Anwalt. Er starb am 7. Januar 1887 in Olney.